# Mágusok (televíziós sorozat, 1997)
A Spellbinder: Land of the Dragon Lord egy 1997-ben megjelent, fiataloknak szóló fantasy, kaland, sci-fi sorozat. Története lazán kapcsolódik az 1995-ös Mágusok (Spellbinder) című sorozathoz. Magyarországon az RTL Klub a két különböző szériát ugyanazzal a címmel (Mágusok), egymás után sugározta 1999. márciusa és októbere között.
Az első szériával ellentétben a második már három ország koprodukciójában készült, és mindhárom adott hozzá helyszínt és színészeket is. Habár Ausztrália, Kína és Lengyelország is részt vett a megalkotásában, az ötlet és a forgatókönyv ausztrál, a beszélt nyelv pedig most is az angol.
A történet az elődjéhez képest gyorsabb, több szálon fut és sokkal kevesebb benne a fiataloknak szóló "oktató" anyag. Ugyanakkor itt is kulcsszerepe van a fellépő problémák megoldásában a találékonyságnak és a gyors alkalmazkodó képességnek. A főbb gyerek szereplők mellett, most hangsúlyosabb a felnőttek jelenléte is.

## Áttekintés
Kathy, családjával éppen a nyári vakációját tölti egy tó partján, amikor a környéken sétálgatva egy ismeretlen hajóféleségbe botlik. Közben testvére Josh, a közelben észrevesz egy fura öltözetű kínainak tűnő férfit, aki éppen a környezetét vizsgálja, mikor a kifigyelt idegen egy ismerős hangra lesz figyelmes és visszarohan a hajójához. Kiderül, hogy Kathy beszállt a hajóba és elkezdte állítgatni a számára ismeretlen gép vezérlőpaneljét. A hirtelen zajló esemény közben Josh eszméletét veszti, Kathy pedig a rejtélyes látogatóval együtt eltűnik.
A dimenzió utazók egy másik világban találják magukat, amiről hamar kiderül, hogy az úgynevezett mágusok irányítják. Kathy innentől kezdve ideje nagy részében próbálja a számára veszélyes emberek társaságát elkerülni, és viszonylag sok világba jut el, néha akarata ellenére is.

## Dimenzió utazás
Az első szériában a véletlenek összjátékaként váltak képessé a szereplők két dimenzió között átkelni. A második szériában viszont egy idegen világ tudósa épít egy kifejezetten erre a célra alkalmas járművet. Mek – a dimenzió ugró hajót építő tudós – magyarázata szerint, minden világnak más rezgése van. Ezt a rezgést szerinte legjobban a zenei szólamokhoz lehetne hasonlítani, vagyis, ha sikerül a hajót a megfelelő szólamra hangolni, akkor képessé válhat az irányítója célzott dimenzió utazásra is.
A korábbi történetben egy átlátszó fátyol szerű ablak nyílik a másik világba, míg a folytatásban már inkább egy féregjárat szerű alagút vezet egyik világból a másikba.

## Világok

### Sydney
A kiinduló világ, legalábbis Kathy és családja számára, ugyanis a történet igazából a Dragon Lord világára koncentrál és onnan is indul.

### A mágusok világa
A már jól ismert világról van szó, de most kevés szerephez jut. Két régi ismerős is feltűnik itt, és közülük Ashka az, aki el tudja hagyni ezt a világot.

### A Dragon Lord világa
Ez a világ is két pólusú, mint a mágus világ. Az uralkodó osztály hozzáfér és használja is a különböző technológiákat, az őket kiszolgáló osztályok viszont korlátozottan férhetnek fejlett technikához. Létezik egy központi gép, az úgynevezett orákulum, ami a "mi" világunkban egy központi számítógépnek felelne meg. Irányítani csak egy személy tudja; biometrikus azonosítást követően az aktuális Dragon Lord jogosult a használatára. Mindenkinek, aki az uralkodó közelében él, hordania kell egy azonosítót a csuklóján és jogosultsági szintjének megfelelő helyekre léphet általa. Akin nincs ilyen azonosító, az nem léphet a Dragon Lord földéjre és ezt egy védelmi rendszer felügyeli is. Az illetéktelen betolakodókat egy hologram harcos és annak halálos sebeket ejteni képes fegyverzete tartja távol, amíg tönkre nem teszik...

### A halhatatlanok világa
Kathy és Mek véletlenül kerülnek ide, miután Ashka eltalálja a hajójuk vezérlőjét egy energia lövedékkel. Ebben a világban kétszáz évvel az aktuális események előtt, egy új típusú pestis járvány tört ki, aminek hatására több tízezren vesztették életüket. Mindössze néhány száz embert sikerült a kifejlesztett oltóanyaggal megmenti, viszont ennek nem várt mellékhatása jelentkezett. A beoltottak lényegében halhatatlanok lettek, de ezen túlmenően az oltás pillanatában aktuális életkorukban is ragadtak, vagyis látszólag nem képesek öregedni sem. Állítólag ebben a világban Kathy az egyetlen kiskorú. Az itt élő emberek képesek humanoid formájú robotok megalkotására is, és velük végeztetik a piszkot munkát, de előszeretettel építenek gyermek kinézetű robotokat is, hogy így keltsék maguk számára a család illúzióját.

### A moloch világ
Egy háború utáni világ ez, ahol évekre a föld alá kényszerültek az emberek. A fejlett harcászati eszközök, amiket sok-sok éve építettek az elődök, minden útjukba kerülő embert likvidáltak. Napjainkra azonban elmúlt a veszély és a felfedezett néhány túlélő már békésen él a felszínen. A békés légköröm hamar szertefoszlik, amikor alkatrész hiány miatt Mek nekilát egy leselejtezett moloch helyreállításának...

### Egy párhuzamos Sydney
A Morgan család alteregóinak otthona. Kathy-ből és Josh-ból rövid ideg két változat szaladgál az utcákon, ami szerencsére vicces helyzeteket teremt. Itt minden karakter eltérő tulajdonságokkal bír azokhoz képest, akiket a kiinduló Sydney világából ismertünk meg.

### Az ismeretlen világ
A történet végén Ashka új otthona lesz.

## Főbb szereplők

### Kathy Morgan (Lauren Hewett)
A 15 éves, kissé elkényeztetett lány, aki nem szívesen megy már kempingezni családjával, de az idei kirándulásukat biztosan egész életére megjegyzi. Éppen aktuális crush-ja a szomszédságában élő Tony Lazzi, akiért oda vannak a környék leányzói is. (Nem is csoda, hiszen a srác egy ismert szappanoperában játszik.) Kathy erősségei közé a remek előadói képessége tartozik, és sokszor ami a szívén, az a száján... Ő az egyedüli, aki a szériában feltűnő összes világban járt.

### Mek (Anthony Wong)
A Dragon Lord földjén élő egyik fiatal tudós, aki rögtön a történet elején összetűzésbe kerül egyik idősebb feljebbvalójával, és annak konkrét tiltása ellenére kipróbálja az újonnan épített dimenzió hajóját. Ha nem is kimondottan, de láthatóan oda van Aya hercegnőért. Kathy először el fut előle, de hamar összehangolódnak.

### Josh Morgan (Ryan Kwanten)
Kathy 16 éves bátyja, aki fej helyett inkább izomban erős. Az alapvető testvéri civakodáson túl, a srác nagyon is törődik húgával, főleg miután ő volt az egyedüli, aki eltűnése előtt utoljára látta a lányt. Szüleik nem hiszik el a meséjét a köddé vált Kathy-ről, így előbb orvoshoz mennek vele, majd közösen kezdik keresni családtagjukat. Mikor együtt átjutnak a Dragon Lord világába, Josh viszonylag hamar elkerül szülei mellől és összebarátkozik egy helybéli lánnyal, Jasmine-el. Gyorsan összerakott ál-igazságai és technikai kütyü ismerete gyakran segítik ki a szorult helyzetekből.

### Sun (Leonard Fung)
Ő a híres Dragon Lord. Igazából most még csak egy elkényeztetett kiskölyök, szülők nélkül, de már uralkodik a népe felett. Gyakran unatkozik és nagymértékben támaszkodik az orákulumra, no meg alattvalóira, akikre szívesen bízza a felmerülő problémák megoldását. Eleinte Kathy-vel van jóban, de miután Ashka megmenti a barbár Sharak-tól, azonnal megteszi főtanácsadójának a más világból jött mágust.

### Ashka (Heather Mitchell)
A volt mágust nem kell bemutatni annak, aki az előző szériát látta. A mostani történetben azonban magasabb fokra kapcsolja szociopátiáját és többek között rezzenéstelen arccal löki le egy szikláról a még gyerek Dragon Lordot, és hihetetlen gyorsasággal képes magát kibeszélni a bajból. Valamint a környezetét sokáig képes észrevétlenül manipulálni. Kathy egyszer még meg is kérdezte tőle, hogy egyébként milyen gyerekkora volt, amire azt válaszolta, hogy család nélkül nőtt fel és mindig saját magára kellett vigyáznia. Meg amúgy is, azt az elvet vallja, hogy csupán annyi lehetőséget kapsz az élettől, amennyit magadnak elintézel.

### Sharak (Ye Mang)
A barbárok vezetője a Dragon Lord világban. Hordája éhezik, így életük egyre kilátástalanabb. Amikor lehetősége adódik rá, összeáll Ashkával, hogy bejusson a Dragon Lord földéjre. Tervük sikerül, ám mindketten a teljes hatalmat akarják a meghódított terület felett.

### Vicky Morgan (Lenore Smith)
Kathy és Josh anyukája és egyben Carl felesége. Nagyon ért a számítógépekhez és legalább ugyanannyira fél a pókoktól is.

### Carl Morgan (Peter O'Brien)
Kathy és Josh apukája, aki egy térd sérülése miatt soha nem lehetett azzá a híres sportolóvá, akivé mindig is válni akart. Ehelyett nyitott egy saját boltot, ahol mindenféle sportfelszerelést árul.

### Aya hercegnő (Hu Xin)
Sun nővére. Kedves, megértő személyiségű és sokszor szükség van a segítségére, hogy öccsét kordában lehessen tartani.

### Jasmine (Gui Jeilan)
15 év körüli lány, akinek legnagyobb álma, hogy a Dragon Lord-ot szórakoztató művészek egyike lehessen. Erre legnagyobb esélye akkor nyílik, amikor rátalál az úszóruhájában eszméletlenül fekvő Josh-ra, akiről azt hiszi, hogy vízi szellem. Ezért felébreszti a fiút és közli vele, hogy teljesítenie kell a kívánságait és csak utána engedi őt szabadon.

## Érdekességek
- Az alteregó "geek” Josh szobájának falán egy "I WANT TO BELIEVE" plakát van, ami kikacsintás az X-akták és az előző széria rajongóinak (ott ugyanis Paul szobájában volt egy X-aktás plakát).
- Természetesen, mint oly sok sci-fi-ben, itt is mindenhol angolul beszélnek, bár Ashka az előző szériában megjegyezte, hogy nem képes a Sydney-ben lévő könyvek elolvasására. Vagyis nem ismeri az írott angol nyelvet.
- A dimenzióugrás során néha látható féregjárat erős hasonlóságot mutat a Sliders című sorozatban látott ábrázolással. Valamint a párhuzamos Sydney megjelenítésének módja is emlékeztet az előbb említett amerikai sorozatban látottakra.
- A sorozat 11. részében emberszerű, szürkére festett robotok tűnnek fel, amiknek hiányzik a szemük. Egy évvel később, a Sliders negyedik évadának 11-dik részében szintén szürkére festett, emberszerű robotok tűnnek fel, amiknek hiányzik a szájuk.
- A dimenzióugró hajó kezelőpanelje nagyon hasonló a klasszikus Doctor Who (hazánkban Ki vagy, Doki? című) sorozatban látható TARDIS irányító pultjához. Lehetséges, hogy ez nem véletlen, ugyanis 1996-ban egy TV film készült, az akkor már több éve abbahagyott brit sorozat folytatásaként.